# Stazione di Molteno
Stazione di Molteno vasútállomás Olaszországban, Lombardia régióban, Molteno településen.

## Vasútvonalak
Az állomást az alábbi vasútvonalak érintik:
- Como–Lecco-vasútvonal
- Monza–Molteno–Lecco-vasútvonal

## Kapcsolódó állomások
A vasútállomáshoz az alábbi állomások vannak a legközelebb:
- Stazione di Casletto-Rogeno
- Stazione di Costa Masnaga
- Stazione di Oggiono